# 圣帕斯图尔
圣帕斯图尔（法語：Saint-Pastour，法語發音：[sɛ̃ pastuʁ]）是法国洛特-加龙省的一个市镇，属于洛特河畔新城区。

## 地理
圣帕斯图尔（44°29'18"N, 0°36'0"E）面积14.52 平方千米，位于法国新阿基坦大区洛特-加龍省，该省份为法国西南部内陆省份，北起多爾多涅省，西接吉倫特省和朗德省，南至热尔省，东临塔恩-加龙省和洛特省。
与圣帕斯图尔接壤的市镇（或旧市镇、城区）包括：博加、卡斯讷伊、帕约勒、皮内勒-欧特里沃。

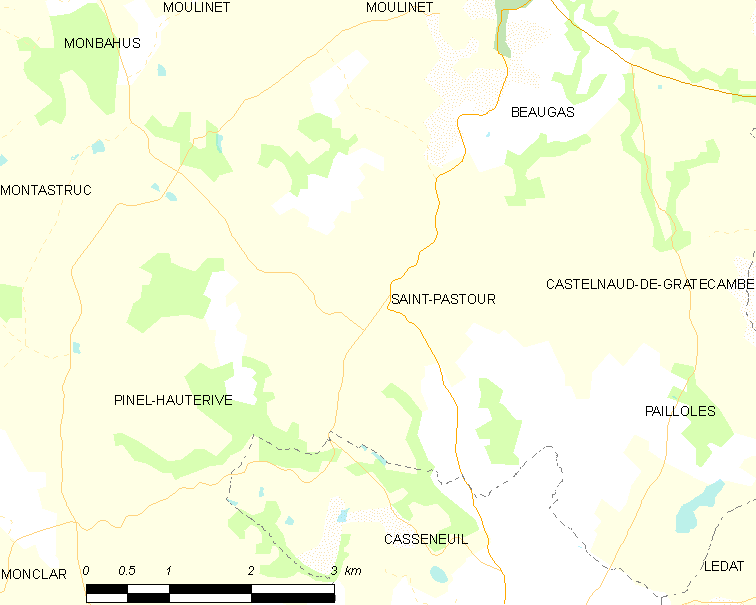
圣帕斯图尔的OSM定位图

圣帕斯图尔的时区为UTC+01:00、UTC+02:00（夏令时）。

## 行政
圣帕斯图尔的邮政编码为47290，INSEE市镇编码为47265。

## 政治
圣帕斯图尔所属的省级选区为勒利夫拉代县。

## 人口

1962-2008年间圣帕斯图尔人口变化图示

圣帕斯图尔于2022年1月1日时的人口数量为377人。